# Beata Mikołajczyk
Beata Mikołajczyk (n. 15 octombrie 1985, Bydgoszcz, Polonia) este o canoistă ce a reprezentat Polonia, medaliată olimpică. A participat la 3 ediții ale Jocurilor Olimpice (2008, 2012, 2016) în care a câștigat o medalie de argint și o medalie de bronz.